# Chloropsina bipunctifrons
Chloropsina bipunctifrons är en tvåvingeart som först beskrevs av de Meijere 1913.  Chloropsina bipunctifrons ingår i släktet Chloropsina och familjen fritflugor. Inga underarter finns listade i Catalogue of Life.